# Andrzej Czyczyło
Andrzej Czyczyło (ur. 1952) – polski rysownik i scenograf.

## Życiorys
Syn Władysława Czyczyły.
Debiutował rysunkiem na łamach Szpilek w 1976.
Stworzył scenografię do ponad dziewięćdziesięciu widowisk teatralnych, telewizyjnych i filmowych, głównie w Opolskim Teatrze Lalki i Aktora. Tworzył scenografie do spektakli Teatru Lalek „Banialuka”, Teatru Lalek w Wałbrzychu, Białostockiego Teatru Lalek, Teatru Lalek Arlekin, Śląskiego Teatru Lalki i Aktora, Teatru im. Jana Kochanowskiego w Opolu. Stworzył scenografię do kilku przedstawień Teatru Telewizji oraz do filmu Dotknięcie anioła (2015).
Jako scenograf współpracował z telewizją Canal+ przy organizacji imprez piłkarskich. W 2012 zaprojektował puchar mistrzowski oraz medale piłkarskiej Ekstraklasy. Projektował też inne trofea piłkarskie, m.in. Piłkarz Miesiąca przyznawany przez telewizję Canal+ oraz Odkrycie Sezonu T-Mobile Ekstraklasy.
Zaprojektował stojący na placu Wolności w Opolu pomnik „Brońmy Swego Opolskiego”, oraz opolską Trasę Festiwalową.
Od 1997 jest stałym współpracownikiem Nowej Trybuny Opolskiej, w której publikuje rysunki satyryczne. Miał indywidualne wystawy rysunku m.in. w Muzeum Śląska Opolskiego (2001), Muzeum Karykatury w Warszawie (2007), Domu Kultury Zacisze w Warszawie (2018) oraz Opolskim Teatrze Lalki i Aktora (2018).

## Nagrody
- I nagroda – Stalowy Laur (Nowa Huta 1977)[1]
- III nagroda – konkurs „Nad poziomy” (Rzeszów 1978 i 1979)[1]
- II nagroda – Międzynarodowy Salon Humoru (Montreal 1980)[1]
- Nagroda honorowa (Stambuł 1980)[1]
- Nagroda XIII Ogólnopolskiego Festiwalu Teatrów Lalek w Opolu za koncepcje inscenizacyjno-plastyczną przedstawienia O Kasi co gąski pogubiła z Opolskiego Teatru Lalki i Aktora (1987)[3]
- Grand Prix Targowiska Humoru i Satyry (Olsztyn 1994)[1]
- I nagroda – konkurs „Brydżem bliżej” (Słupsk 1995)[1]
- Medal w konkursie „The 17th Yomiuri International Cartoon Contest” (Tokio 1995)[1]
- Nagroda artystyczna wojewody opolskiego za wyjątkowo trafną satyrę graficzną oraz osiągnięcia scenograficzne (1996)[3]
- Wyróżnienie jury XIX Ogólnopolskiego Festiwalu Teatrów Lalek w Opolu za scenografię do spektaklu La Kukaracza w reż. Żywii Karasińskiej-Fluks w Opolskim Teatrze Lalki i Aktora (1999)[3]
- Nagroda władz Opola dla twórców kultury na Opolszczyźnie (2007)[1]
- Nagroda Ogólnopolskiego Konkurs na Rysunek Prasowy im. Aleksandra Wołosa (2019)[10]